# پشه‌گیر دم‌سیاه
پشه‌گیر دم‌سیاه (نام علمی: Polioptila melanura) نام یک گونه از سرده پشه‌گیرها است.